# Kalākaua
Kalākaua (16 tháng 11 năm 1836 - 20 tháng 1 năm 1891), tên khi sinh ra David La'amea Kamananakapu Mahinulani Naloiaehuokalani Lumialani Kalākaua và đôi khi được gọi là Quốc vương Merrie, là vị vua cuối cùng của Vương quốc Hawai'i. Ông cai trị từ ngày 12 tháng 2 năm 1874 cho đến khi qua đời ở San Francisco, California, vào ngày 20 tháng 1 năm 1891. Kalākaua thích tiệc tùng và thích thú với các bữa tiệc ca hát và chơi ukelele. Trong lễ đăng quang và ngày sinh nhật của mình, hula đã bị cấm công khai trong vương quốc đã trở thành một lễ kỷ niệm văn hoá Hawaii.
Trong suốt triều đại của mình, Hiệp ước Tái phục của năm 1875 đã mang lại sự thịnh vượng cho vương quốc. Sự đổi mới của nó tiếp tục sự thịnh vượng, nhưng cho phép Hoa Kỳ có độc quyền sử dụng Trân Châu Cảng. Năm 1881, ông đã có một chuyến đi vòng quanh thế giới để khuyến khích nhập cư của các công nhân trồng cây hợp đồng đường. Kalākaua muốn người Hawaiian mở rộng giáo dục ra nước ngoài và lập ra một chương trình của chính phủ để tài trợ tài chính cho những sinh viên đủ tiêu chuẩn được gửi ra nước ngoài để tiếp tục học tập. Hai trong số những thành tựu của Kalākaua, bức tượng Kamehameha và tòa nhà 'Cung điện Iolani', là những nỗ lực tốn kém nhưng ngày nay là những điểm du lịch phổ biến.